# فرانسيسكو خوسيه بوريغو
فرانسيسكو خوسيه «باكو» بوريغو كامبوس (بالإسبانية: Paco Borrego) (ولد في 6 يونيو 1986 في خاين، أندلوسيا) هو لاعب كرة قدم إسباني، يلعب في نادي سان فرناندو في مركز قلب الدفاع.

## وصلات خارجية
- فرانسيسكو خوسيه بوريغو على موقع الاتحاد الدولي (مؤرشف)  (الإنجليزية)
- فرانسيسكو خوسيه بوريغو على موقع Soccerway.com (الإنجليزية)

- BDFutbol profile
- Futbolme profile (بالإسبانية)
- Transfermarkt profile
- Guardian Stats Centre